# Luke Patience
Luke Patience (Aberdeen, 4 de agosto de 1986) é um velejador britânico.

## Carreira
Luke Patience representou seu país nos Jogos Olímpicos de 2012, na qual conquistou uma medalha de prata na classes 470. 